# Saint-Pauloise FC
El Saint-Pauloise Football Club és un equip de futbol de l'Illa de la Reunió que juga en la Primera Divisió de les Illes Reunió, la màxima categoria de futbol en el departament d'ultramar de França.
Es va fundar l'any 2000 per la fusió de SS St. Pauloise i Olympique de Saint-Paul. Fou campió de l'illa el 2014.

## Palmarès
- Primera Divisió de l'Illa de la Reunió:[2]

1979, 1981, 1983, 1985, 1986 (SS St. Pauloise)
2011, 2014 (St. Pauloise FC)
- Copa de l'Illa de la Reunió:[3]

2011